# The Voice (14.ª temporada)
A décima quarta temporada de The Voice, um talent show norte-americano, estreou em 26 de fevereiro de 2018 na NBC. Kelly Clarkson participou pela primeira vez como técnica ao lado de Adam Levine, Blake Shelton e Alicia Keys, que retornou após uma temporada ausente.
Pela décima edição consecutiva, o programa foi transmitido no Brasil através do canal por assinatura Sony, tendo seus episódios exibidos dois dias após a transmissão oficial dos Estados Unidos.
A vencedora da temporada foi Brynn Cartelli, do time de Kelly Clarkson, após derrotar na final Britton Buchanan do Time Alicia, e Kyla Jade e Spensha Baker, ambas do time Blake. A vitória de Cartelli marcou a primeira vez em que Kelly foi campeã do The Voice e o terceiro título para uma técnica mulher.

## Técnicos e apresentadores
A décima quarta temporada trouxe a cantora pop Kelly Clarkson, que entrou para o time de jurados substituindo Miley Cyrus, enquanto Alicia Keys retornou ao programa após uma temporada ausente ao lado de Adam Levine e Blake Shelton. Carson Daly continua no comando da atração.

## Episódios

### Episódio 1: The Blind Auditions, parte 1
Legenda
| Ordem | Competidor       | Idade | Cidade Natal               | Canção                      | Escolha dos técnicos e competidores | Escolha dos técnicos e competidores | Escolha dos técnicos e competidores | Escolha dos técnicos e competidores |
| Ordem | Competidor       | Idade | Cidade Natal               | Canção                      | Adam                                | Alicia                              | Kelly                               | Blake                               |
| ----- | ---------------- | ----- | -------------------------- | --------------------------- | ----------------------------------- | ----------------------------------- | ----------------------------------- | ----------------------------------- |
| 1     | Britton Buchanan | 17    | Sanford, Carolina do Norte | "Trouble"                   | ✘                                   | ✔                                   | —                                   | ✔                                   |
| 2     | Brynn Cartelli   | 14    | Longmeadow, Massachusetts  | "Beneath Your Beautiful"    | —                                   | —                                   | ✔                                   | ✔                                   |
| 3     | Rayshun LaMarr   | 33    | Fort Washington, Maryland  | "Don't Stop Believin'"      | ✔                                   | ✔                                   | —                                   | —                                   |
| 4     | Kyla Jade        | 33    | Nashville, Tennessee       | "See Saw"                   | —                                   | —                                   | ✔                                   | ✔                                   |
| 5     | Blaise Raccuglia | 25    | Austin, Texas              | "Wanted"                    | —                                   | —                                   | —                                   | —                                   |
| 6     | Kelsea Johnson   | 21    | Newark, Delaware           | "Like I'm Gonna Lose You"   | ✔                                   | ✔                                   | ✔                                   | —                                   |
| 7     | Drew Cole        | 25    | Los Angeles, Califórnia    | "Sex and Candy"             | ✔                                   | —                                   | —                                   | ✔                                   |
| 8     | D.R. King        | 22    | Cleveland, Ohio            | "Believer"                  | —                                   | —                                   | ✔                                   | ✔                                   |
| 9     | Kaleb Lee        | 31    | Ormond Beach, Flórida      | "Never Wanted Nothing More" | —                                   | —                                   | ✔                                   | ✔                                   |
| 10    | Makenzie Thomas  | 19    | Wallingford, Kentucky      | "Redbone"                   | —                                   | —                                   | —                                   | —                                   |
| 11    | Justin Kilgore   | 30    | Buffalo, Texas             | "Tomorrow"                  | ✔                                   | ✔                                   | ✔                                   | ✘                                   |

### Episódio 2: The Blind Auditions, parte 2
| Ordem | Competidor       | Idade | Cidade Natal               | Canção                       | Escolha dos técnicos e competidores | Escolha dos técnicos e competidores | Escolha dos técnicos e competidores | Escolha dos técnicos e competidores |
| Ordem | Competidor       | Idade | Cidade Natal               | Canção                       | Adam                                | Alicia                              | Kelly                               | Blake                               |
| ----- | ---------------- | ----- | -------------------------- | ---------------------------- | ----------------------------------- | ----------------------------------- | ----------------------------------- | ----------------------------------- |
| 1     | Davison          | 23    | Little Rock, Arkansas      | "To Love Somebody"           | ✔                                   | —                                   | —                                   | ✔                                   |
| 2     | Jaclyn Lovey     | 16    | Placerville, Califórnia    | "Can't Help Falling In Love" | —                                   | ✔                                   | —                                   | ✔                                   |
| 3     | Sophia Dion      | 17    | Park City, Utah            | "What a Man"                 | —                                   | —                                   | —                                   | —                                   |
| 4     | Brittney Spencer | 26    | North Ridgeville, Ohio     | "Road Less Traveled"         | —                                   | —                                   | —                                   | —                                   |
| 5     | Karianne Jean    | 18    | Palmdale, Califórnia       | "Blue Ain't Your Color"      | —                                   | —                                   | —                                   | —                                   |
| 6     | WILDEE           | 23    | Westerly, Rhode Island     | "Legends"                    | —                                   | —                                   | —                                   | —                                   |
| 7     | Molly Stevens    | 34    | Raleigh, Carolina do Norte | "Heavenly Day”               | —                                   | —                                   | ✔                                   | ✔                                   |
| 8     | Dylan Hartigan   | 21    | Wyckoff, Nova Jérsei       | "Danny's Song"               | —                                   | —                                   | ✔                                   | —                                   |
| 9     | Pryor Baird      | 35    | Orcutt, Califórnia         | "I Don't Need No Doctor"     | ✔                                   | ✔                                   | ✔                                   | ✔                                   |

### Episódio 3: The Blind Auditions, parte 3
| Ordem | Competidor          | Idade | Cidade Natal                        | Canção                                 | Escolha dos técnicos e competidores | Escolha dos técnicos e competidores | Escolha dos técnicos e competidores | Escolha dos técnicos e competidores |
| Ordem | Competidor          | Idade | Cidade Natal                        | Canção                                 | Adam                                | Alicia                              | Kelly                               | Blake                               |
| ----- | ------------------- | ----- | ----------------------------------- | -------------------------------------- | ----------------------------------- | ----------------------------------- | ----------------------------------- | ----------------------------------- |
| 1     | Christiana Danielle | 22    | Fort Wayne, Indiana                 | "Hotline Bling"                        | ✔                                   | ✔                                   | ✔                                   | —                                   |
| 2     | Brett Hunter        | 33    | Pittsburgh, Pensilvânia             | "She's a Bad Mama Jama"                | —                                   | —                                   | —                                   | ✔                                   |
| 3     | Jamai               | 29    | Chester, Pensilvânia                | "U Got It Bad"                         | —                                   | ✔                                   | ✔                                   | —                                   |
| 4     | Mitch Cardoza       | 22    | Dartmouth, Massachusetts            | "No Woman, No Cry"                     | —                                   | —                                   | —                                   | —                                   |
| 5     | Mia Boostrom        | 24    | Boston, Massachusetts               | "Pillowtalk"                           | ✔                                   | —                                   | —                                   | —                                   |
| 6     | Jackie Foster       | 21    | Boston, Massachusetts               | "What About Us"                        | —                                   | ✔                                   | ✔                                   | —                                   |
| 7     | Kayla Woodson       | 23    | Nashville, Tennessee                | "Turn On the Radio"                    | —                                   | —                                   | —                                   | —                                   |
| 8     | Reid Umstattd       | 34    | Austin, Texas                       | "Take Me to the Pilot"                 | ✔                                   | ✔                                   | —                                   | —                                   |
| 9     | Jorge Eduardo       | 19    | Guadalajara, México / Dallas, Texas | "Despacito"                            | —                                   | —                                   | ✔                                   | —                                   |
| 10    | Jamella             | 21    | Mission Viejo, Califórnia           | "Dive"                                 | —                                   | —                                   | ✔                                   | ✔                                   |
| 11    | Angel Bonilla       | 31    | Nova York, Nova York                | "Lay Me Down"                          | ✔                                   | —                                   | —                                   | —                                   |
| 12    | Austin Giorgio      | 21    | Rochester, Nova York                | "How Sweet It Is (To Be Loved by You)" | —                                   | —                                   | ✔                                   | ✔                                   |
| 13    | Johnny Bliss        | 26    | Nova York, Nova York                | "Preciosa"                             | ✔                                   | ✔                                   | ✘                                   | ✔                                   |

### Episódio 4: The Blind Auditions, parte 4
| Ordem | Competidor          | Idade | Cidade Natal              | Canção                            | Escolha dos técnicos e competidores | Escolha dos técnicos e competidores | Escolha dos técnicos e competidores | Escolha dos técnicos e competidores |
| Ordem | Competidor          | Idade | Cidade Natal              | Canção                            | Adam                                | Alicia                              | Kelly                               | Blake                               |
| ----- | ------------------- | ----- | ------------------------- | --------------------------------- | ----------------------------------- | ----------------------------------- | ----------------------------------- | ----------------------------------- |
| 1     | Spensha Baker       | 24    | San Antonio, Texas        | "Blackbird"                       | —                                   | —                                   | ✔                                   | ✔                                   |
| 2     | Alexa Cappelli      | 18    | Upland, Califórnia        | "I've Got the Music in Me"        | ✔                                   | —                                   | ✔                                   | —                                   |
| 3     | Adrian Brannan      | 25    | Elko, Nevada              | "Two More Bottles of Wine"        | —                                   | —                                   | —                                   | —                                   |
| 4     | WILKES              | 33    | Waleska, Geórgia          | "One Headlight"                   | ✔                                   | —                                   | —                                   | ✔                                   |
| 5     | JessLee             | 26    | Loxahatchee, Flórida      | "I'm With You"                    | —                                   | —                                   | ✔                                   | ✔                                   |
| 6     | Jordyn Simone       | 17    | Los Angeles, Califórnia   | "Tennessee Whiskey"               | —                                   | ✔                                   | —                                   | —                                   |
| 7     | Megan Lee           | 22    | Los Angeles, Califórnia   | "Killing Me Softly with His Song" | —                                   | ✔                                   | —                                   | —                                   |
| 8     | Jaron Strom         | 29    | Shelby, Carolina do Norte | "This Magic Moment"               | —                                   | —                                   | —                                   | ✔                                   |
| 9     | Terrence Cunningham | 36    | Washington, D.C.          | "My Girl"                         | ✔                                   | ✔                                   | ✔                                   | ✔                                   |

### Episódio 5: The Blind Auditions, parte 5
| Ordem | Competidor             | Idade | Cidade Natal            | Canção                             | Escolha dos técnicos e competidores | Escolha dos técnicos e competidores | Escolha dos técnicos e competidores | Escolha dos técnicos e competidores |
| Ordem | Competidor             | Idade | Cidade Natal            | Canção                             | Adam                                | Alicia                              | Kelly                               | Blake                               |
| ----- | ---------------------- | ----- | ----------------------- | ---------------------------------- | ----------------------------------- | ----------------------------------- | ----------------------------------- | ----------------------------------- |
| 1     | Stephanie Skipper      | 33    | Nashville, Tennessee    | "Piece by Piece"                   | ✔                                   | —                                   | —                                   | ✔                                   |
| 2     | Tish Haynes Keys       | 37    | St. Louis, Missouri     | "Chain of Fools"                   | ✔                                   | —                                   | ✔                                   | —                                   |
| 3     | Bransen Ireland        | 27    | Tulsa, Oklahoma         | "Tulsa Time"                       | ✔                                   | —                                   | —                                   | ✔                                   |
| 4     | Teddy Chipouras        | 35    | Lovettsville, Virginia  | "Ophelia"                          | —                                   | —                                   | —                                   | —                                   |
| 5     | Arlo Montenegro        | 24    | Brooklyn, Nova York     | "Attention"                        | —                                   | —                                   | —                                   | —                                   |
| 6     | Daniel Garcia          | 19    | Westfield, Nova Jersey  | "Perfect"                          | —                                   | —                                   | —                                   | —                                   |
| 7     | Teana Boston           | 16    | Stockton, Califórnia    | "Unfaithful"                       | —                                   | —                                   | ✔                                   | —                                   |
| 8     | Miya Bass              | 25    | Queens, Nova York       | "Issues"                           | ✔                                   | —                                   | —                                   | —                                   |
| 9     | Livia Faith            | 17    | Stanton, Kentucky       | "Dream a Little Dream of Me"       | —                                   | ✔                                   | ✔                                   | ✔                                   |
| 10    | Jordan Kirkdorffer     | 28    | New Paris, Indiana      | "In Case You Didn't Know"          | ✔                                   | —                                   | —                                   | ✔                                   |
| 11    | Shana Halligan         | 44    | Los Angeles, Califórnia | "Bang Bang (My Baby Shot Me Down)" | —                                   | ✔                                   | —                                   | —                                   |
| 12    | Gary Edwards           | 26    | Dallas, Texas           | "What's Going On"                  | ✔                                   | —                                   | —                                   | ✔                                   |
| 13    | Mercedes Ferreira-Dias | 16    | Miami, Flórida          | "All I Ask"                        | —                                   | —                                   | —                                   | —                                   |
| 14    | Hannah Goebel          | 21    | Nashville, Tennessee    | "If I Ain't Got You"               | ✔                                   | ✘                                   | ✔                                   | ✔                                   |

### Episódio 6: The Blind Auditions, parte 6
| Ordem | Competidor         | Idade | Cidade Natal              | Canção                       | Escolha dos técnicos e competidores | Escolha dos técnicos e competidores | Escolha dos técnicos e competidores | Escolha dos técnicos e competidores |
| Ordem | Competidor         | Idade | Cidade Natal              | Canção                       | Adam                                | Alicia                              | Kelly                               | Blake                               |
| --- | ------------------ | ----- | ------------------------- | ---------------------------- | ----------------------------------- | ----------------------------------- | ----------------------------------- | ----------------------------------- |
| 1 | Genesis Diaz       | 18    | Miami, Florida            | "Praying"                    | ✔                                   | —                                   | —                                   | ✔                                   |
| 2 | Sharane Calister   | 24    | Des Moines, Iowa          | "Make It Rain"               | —                                   | ✔                                   | ✔                                   | —                                   |
| 3 | Dallas Caroline    | 17    | Santa Rosa, Califórnia    | "Always on My Mind"          | ✔                                   | N/A                                 | ✔                                   | ✔                                   |
| 4 | Allen Pride Bowser | 28    | Chicago, Illinois         | "What You Won't Do for Love" | —                                   | N/A                                 | —                                   | N/A                                 |
| 5 | Jackie Verna       | 22    | West Chester, Pensilvânia | "Peter Pan"                  | ✔                                   | N/A                                 | —                                   | N/A                                 |
| 6 | Amber Sauer        | 35    | Paradise, Califórnia      | "Shape of You"               | N/A                                 | N/A                                 | ✔                                   | N/A                                 |
| Designação "N/A" em "Escolha dos técnicos e competidores" significa que o time do técnico já estava completo |                    |       |                           |                              |                                     |                                     |                                     |                                     |

### Episódios 7 a 10: The Battle Rounds
A fase de batalhas (em inglês, Battle Rounds) foi transmitida em quatro episódios. Nessa fase, os técnicos contaram com a ajuda de mentores para treinar seus times. Adam Levine convocou a cantora e compositora pop, Julia Michaels. Alicia Keys convocou o cantor canadense Shawn Mendes. Kelly Clarkson contou com a ajuda da cantora e atriz Hailee Steinfeld. Por fim, Blake Shelton foi auxiliado pelo cantor e compositor country, Trace Adkins.
Graças ao steal, introduzido na terceira temporada, alguns competidores foram salvos por outros técnicos mesmo perdendo a sua batalha e, assim, seguiram na competição.
Legenda:
| Episódio | Técnico        | Ordem | Vencedor            | Canção                      | Perdedor           | Resultado do 'Steal' | Resultado do 'Steal' | Resultado do 'Steal' | Resultado do 'Steal' |
| Episódio | Técnico        | Ordem | Vencedor            | Canção                      | Perdedor           | Adam                 | Alicia               | Kelly                | Blake                |
| -------- | -------------- | ----- | ------------------- | --------------------------- | ------------------ | -------------------- | -------------------- | -------------------- | -------------------- |
| 7        | Alicia Keys    | 1     | Sharane Calister    | "Mercy"                     | Jamai              | —                    | N/A                  | —                    | —                    |
| 7        | Kelly Clarkson | 2     | Brynn Cartelli      | "...Ready for It?"          | Dylan Hartigan     | —                    | —                    | N/A                  | ✔                    |
| 7        | Blake Shelton  | 3     | Kyla Jade           | "One Last Time"             | JessLee            | —                    | —                    | —                    | N/A                  |
| 7        | Adam Levine    | 4     | Rayshun LaMarr      | "Sweet Thing"               | Tish Haynes Keys   | N/A                  | —                    | ✔                    | —                    |
| 7        | Alicia Keys    | 5     | Christiana Danielle | "Use Somebody"              | Shana Halligan     | —                    | N/A                  | —                    | —                    |
| 7        | Kelly Clarkson | 6     | D.R. King           | "Sign of the Times"         | Jackie Foster      | ✔                    | ✔                    | N/A                  | ✔                    |
|          |                |       |                     |                             |                    |                      |                      |                      |                      |
| 8        | Kelly Clarkson | 1     | Jorge Eduardo       | "Starving"                  | Amber Sauer        | —                    | —                    | N/A                  | —                    |
| 8        | Adam Levine    | 2     | Reid Umstattd       | "Love on the Brain"         | Davison            | N/A                  | —                    | —                    | —                    |
| 8        | Blake Shelton  | 3     | Jaron Strom         | "Head Over Boots"           | Bransen Ireland    | —                    | —                    | —                    | N/A                  |
| 8        | Alicia Keys    | 4     | Johnny Bliss        | "Versace on the Floor"      | Megan Lee          | —                    | N/A                  | —                    | —                    |
| 8        | Kelly Clarkson | 5     | Jamella             | "Will You Love Me Tomorrow" | Teana Boston       | —                    | —                    | N/A                  | —                    |
| 8        | Alicia Keys    | 6     | Kelsea Johnson      | "Don't Let Go (Love)"       | Jordyn Simone      | ✔                    | N/A                  | ✔                    | —                    |
|          |                |       |                     |                             |                    |                      |                      |                      |                      |
| 9        | Blake Shelton  | 1     | Pryor Baird         | "Don't Do Me Like That"     | Kaleb Lee          | N/A                  | —                    | ✔                    | N/A                  |
| 9        | Adam Levine    | 2     | Mia Boostrom        | "Because of You"            | Genesis Diaz       | N/A                  | —                    | N/A                  | —                    |
| 9        | Kelly Clarkson | 3     | Justin Kilgore      | "Burning House"             | Molly Stevens      | N/A                  | —                    | N/A                  | —                    |
| 9        | Adam Levine    | 4     | Drew Cole           | "Knockin' on Heaven's Door" | Miya Bass          | N/A                  | ✔                    | N/A                  | —                    |
| 9        | Blake Shelton  | 5     | WILKES              | "Nobody to Blame"           | Jordan Kirkdorffer | N/A                  | —                    | N/A                  | N/A                  |
| 9        | Alicia Keys    | 6     | Britton Buchanan    | "Thinking Out Loud"         | Jaclyn Lovey       | N/A                  | N/A                  | N/A                  | ✔                    |
|          |                |       |                     |                             |                    |                      |                      |                      |                      |
| 10       | Adam Levine    | 1     | Jackie Verna        | "These Dreams"              | Stephanie Skipper  | N/A                  | —                    | N/A                  | N/A                  |
| 10       | Alicia Keys    | 2     | Terrence Cunningham | "Stars"                     | Livia Faith        | N/A                  | N/A                  | N/A                  | N/A                  |
| 10       | Adam Levine    | 3     | Gary Edwards        | "When You Believe"          | Angel Bonilla      | N/A                  | —                    | N/A                  | N/A                  |
| 10       | Blake Shelton  | 4     | Austin Giorgio      | "Me and Mrs. Jones"         | Brett Hunter       | N/A                  | —                    | N/A                  | N/A                  |
| 10       | Kelly Clarkson | 5     | Alexa Cappelli      | "Pray"                      | Hannah Goebel      | N/A                  | —                    | N/A                  | N/A                  |
| 10       | Blake Shelton  | 6     | Spensha Baker       | "I Could Use a Love Song"   | Dallas Caroline    | N/A                  | ✔                    | N/A                  | N/A                  |

### Episódio 11: The Best of the Blinds and Battles
O décimo primeiro episódio foi um episódio especial intitulado "The Best of the Blinds and Battles". Apresentou alguns dos melhores momentos das audições às cegas, batalhas e imagens anteriormente não vistas.

### Episódios 12 a 14: The Knockouts
Na fase de nocautes (em inglês, Knockouts), cada técnico voltou a ter um 'steal', podendo roubar um participante de outro time para os playoffs ao vivo. Pela primeira vez, os técnicos ganharam também o direito de salvar um artista de seu próprio time, mesmo após ter perdido o nocaute.
Nessa edição, cada técnico contou com um ex-vencedor do The Voice para ajudar seu time durante os ensaios: Jordan Smith foi o mentor de seu ex-técnico Adam Levine, assim como Chris Blue auxiliou sua ex-técnica Alicia Keys; a atual campeã Chloe Kohanski foi a mentora dos participantes de seu ex-técnico Blake Shelton, enquanto Cassadee Pope, que também venceu o programa com Blake como tutor, auxiliou Kelly Clarkson.
Legenda:
| Episódio | Técnico        | Ordem | Canção                        | Vencedor            | Perdedor            | Canção                      | Resultado do 'Steal' ou 'Save' | Resultado do 'Steal' ou 'Save' | Resultado do 'Steal' ou 'Save' | Resultado do 'Steal' ou 'Save' |
| Episódio | Técnico        | Ordem | Canção                        | Vencedor            | Perdedor            | Canção                      | Adam                           | Alicia                         | Kelly                          | Blake                          |
| -------- | -------------- | ----- | ----------------------------- | ------------------- | ------------------- | --------------------------- | ------------------------------ | ------------------------------ | ------------------------------ | ------------------------------ |
| 12       | Blake Shelton  | 1     | "You Don't Own Me"            | Kyla Jade           | Jaclyn Lovey        | "Put Your Records On"       | —                              | —                              | —                              | —                              |
| 12       | Kelly Clarkson | 2     | "Free"                        | Kaleb Lee           | Justin Kilgore      | "Shameless"                 | —                              | —                              | —                              | —                              |
| 12       | Adam Levine    | 3     | "Wade in the Water"           | Mia Boostrom        | Jackie Foster       | "Bring Me to Life"          | ✔                              | ✔                              | ✔                              | ✔                              |
| 12       | Blake Shelton  | 4     | "Broken Halos"                | Spensha Baker       | Austin Giorgio      | "Almost Like Being in Love" | —                              | N/A                            | —                              | ✔                              |
| 12       | Alicia Keys    | 5     | "Alive"                       | Johnny Bliss        | Miya Bass           | "Castle on the Hill"        | —                              | —                              | —                              | —                              |
| 12       | Adam Levine    | 6     | "American Honey"              | Jackie Verna        | Drew Cole           | "Slow Hands"                | ✔                              | N/A                            | —                              | ✔                              |
|          |                |       |                               |                     |                     |                             |                                |                                |                                |                                |
| 13       | Kelly Clarkson | 1     | "Here Comes Goodbye"          | Brynn Cartelli      | Jamella             | "Girl Crush"                | —                              | N/A                            | —                              | —                              |
| 13       | Blake Shelton  | 2     | "Will It Go Round in Circles" | Pryor Baird         | Jaron Strom         | "Grenade"                   | —                              | N/A                            | —                              | N/A                            |
| 13       | Alicia Keys    | 3     | "Tell Me Something Good"      | Terrence Cunningham | Christiana Danielle | "Elastic Heart"             | ✔                              | ✔                              | ✔                              | —                              |
|          |                |       |                               |                     |                     |                             |                                |                                |                                |                                |
| 14       | Alicia Keys    | 1     | "New York State of Mind"      | Britton Buchanan    | Dallas Caroline     | "Bless the Broken Road"     | —                              | N/A                            | —                              | —                              |
| 14       | Kelly Clarkson | 2     | "(I Know) I'm Losing You"     | D.R. King           | Tish Haynes Keys    | "Lady Marmalade"            | ✔                              | N/A                            | ✔                              | —                              |
| 14       | Blake Shelton  | 3     | "The Climb"                   | WILKES              | Dylan Hartigan      | "You Are the Best Thing"    | —                              | N/A                            | ✔                              | N/A                            |
| 14       | Adam Levine    | 4     | "Fallin'"                     | Rayshun LaMarr      | Gary Edwards        | "Many Rivers to Cross"      | N/A                            | N/A                            | N/A                            | ✔                              |
| 14       | Kelly Clarkson | 5     | "Goodbye Yellow Brick Road"   | Alexa Cappelli      | Jorge Eduardo       | "Adorn"                     | —                              | N/A                            | N/A                            | N/A                            |
| 14       | Adam Levine    | 6     | "Let Him Fly"                 | Reid Umstattd       | Jordyn Simone       | "Tell Me You Love Me"       | N/A                            | N/A                            | N/A                            | N/A                            |
| 14       | Alicia Keys    | 7     | "Rise Up"                     | Kelsea Johnson      | Sharane Calister    | "All I Could Do Was Cry"    | ✔                              | N/A                            | N/A                            | N/A                            |

### Episódio 15: The Road to the Live Shows
O décimo quinto episódio da temporada recapitulou a jornada dos 24 artistas que avançaram para os playoffs ao vivo, mostrando como eles chegaram à fase final da competição, além de imagens inéditas dos bastidores.

### Episódios 16, 17 e 18: Playoffs ao vivo
Passada a fase dos Knockouts, o programa entra em sua fase ao vivo (para os Estados Unidos). Nessa edição, o Top 24 se apresentou em um único episódio, com as votações ocorrendo pelo Twitter e pelo aplicativo oficial do The Voice. O resultado, divulgado no mesmo programa, permitiu que o mais votado de cada time avançasse diretamente para o Top 12, enquanto os participantes não escolhidos se apresentaram nos dois episódios seguintes para buscar as vagas restantes através do segundo voto do público e da escolha do técnico.
Legenda:
Parte 1
| Episódio | Técnico        | Ordem | Competidor          | Canção                                       | Resultado          |
| -------- | -------------- | ----- | ------------------- | -------------------------------------------- | ------------------ |
| 16       | Kelly Clarkson | 1     | Alexa Cappelli      | "It Hurt So Bad"                             | Não escolhida      |
| 16       | Kelly Clarkson | 2     | Kaleb Lee           | "You Don't Even Know Who I Am"               | Não escolhido      |
| 16       | Kelly Clarkson | 3     | Tish Haynes Keys    | "Nothing Left For You"                       | Não escolhida      |
| 16       | Kelly Clarkson | 4     | Brynn Cartelli      | "Unstoppable"                                | Salva pelo público |
| 16       | Kelly Clarkson | 5     | Dylan Hartigan      | "Come Pick Me Up"                            | Não escolhido      |
| 16       | Kelly Clarkson | 6     | D.R. King           | "Home"                                       | Não escolhido      |
| 16       | Adam Levine    | 7     | Drew Cole           | "Man In the Mirror"                          | Não escolhido      |
| 16       | Adam Levine    | 8     | Mia Boostrom        | "Baby I Love You"                            | Não escolhida      |
| 16       | Adam Levine    | 9     | Jackie Verna        | "Tim McGraw"                                 | Não escolhida      |
| 16       | Adam Levine    | 10    | Rayshun LaMarr      | "Overjoyed"                                  | Não escolhido      |
| 16       | Adam Levine    | 11    | Sharane Calister    | "Never Enough"                               | Salva pelo público |
| 16       | Adam Levine    | 12    | Reid Umstattd       | "I Still Haven't Found What I'm Looking For" | Não escolhido      |
| 16       | Blake Shelton  | 13    | Austin Giorgio      | "Ain't That a Kick in the Head"              | Não escolhido      |
| 16       | Blake Shelton  | 14    | Pryor Baird         | "I Was Wrong"                                | Não escolhido      |
| 16       | Blake Shelton  | 15    | Kyla Jade           | "How Great Thou Art"                         | Salva pelo público |
| 16       | Blake Shelton  | 16    | Gary Edwards        | "Finesse"                                    | Não escolhido      |
| 16       | Blake Shelton  | 17    | Spensha Baker       | "I Still Believe in You"                     | Não escolhida      |
| 16       | Blake Shelton  | 18    | WILKES              | "Brother"                                    | Não escolhido      |
| 16       | Alicia Keys    | 19    | Johnny Bliss        | "América, América"                           | Não escolhido      |
| 16       | Alicia Keys    | 20    | Kelsea Johnson      | "You Know I'm No Good"                       | Não escolhida      |
| 16       | Alicia Keys    | 21    | Terrence Cunningham | "How Come U Don't Call Me Anymore"           | Não escolhido      |
| 16       | Alicia Keys    | 22    | Jackie Foster       | "Never Tear Us Apart"                        | Não escolhida      |
| 16       | Alicia Keys    | 23    | Christiana Danielle | "Hey Ya!"                                    | Não escolhida      |
| 16       | Alicia Keys    | 24    | Britton Buchanan    | "Some Kind of Wonderful"                     | Salvo pelo público |

Parte 2
| Episódio | Técnico        | Ordem | Competidor          | Canção                             | Resultado          |
| -------- | -------------- | ----- | ------------------- | ---------------------------------- | ------------------ |
| 17       | Blake Shelton  | 1     | Spensha Baker       | "Smoke Break"                      | Escolha de Blake   |
| 17       | Blake Shelton  | 2     | WILKES              | "Don't Speak"                      | Eliminado          |
| 17       | Blake Shelton  | 3     | Pryor Baird         | "9 to 5"                           | Salvo pelo público |
| 17       | Blake Shelton  | 4     | Austin Giorgio      | "Love Yourself"                    | Eliminado          |
| 17       | Blake Shelton  | 5     | Gary Edwards        | "America the Beautiful"            | Eliminado          |
| 17       | Alicia Keys    | 6     | Terrence Cunningham | "Ain't Nobody"                     | Eliminado          |
| 17       | Alicia Keys    | 7     | Christiana Danielle | "Take Me to Church"                | Escolha de Alicia  |
| 17       | Alicia Keys    | 8     | Jackie Foster       | "Alone"                            | Salva pelo público |
| 17       | Alicia Keys    | 9     | Kelsea Johnson      | "Need U Bad"                       | Eliminada          |
| 17       | Alicia Keys    | 10    | Johnny Bliss        | "One and Only"                     | Eliminado          |
|          |                |       |                     |                                    |                    |
| 18       | Kelly Clarkson | 1     | Kaleb Lee           | "Die a Happy Man"                  | Salvo pelo público |
| 18       | Kelly Clarkson | 2     | Alexa Cappelli      | "Stop and Stare"                   | Eliminada          |
| 18       | Kelly Clarkson | 3     | D.R. King           | "All on My Mind"                   | Escolha de Kelly   |
| 18       | Kelly Clarkson | 4     | Dylan Hartigan      | "Mary Jane's Last Dance"           | Eliminado          |
| 18       | Kelly Clarkson | 5     | Tish Haynes Keys    | "At Last"                          | Eliminada          |
| 18       | Adam Levine    | 6     | Reid Umstattd       | "Long Cool Woman in a Black Dress" | Eliminado          |
| 18       | Adam Levine    | 7     | Jackie Verna        | "Once"                             | Escolha de Adam    |
| 18       | Adam Levine    | 8     | Drew Cole           | "Wild Horses"                      | Eliminado          |
| 18       | Adam Levine    | 9     | Mia Boostrom        | "Either Way"                       | Eliminada          |
| 18       | Adam Levine    | 10    | Rayshun LaMarr      | "I'm Goin' Down"                   | Salvo pelo público |

### Episódios 19 e 20: Shows ao vivo - Top 12
Os 12 finalistas da décima quarta edição do The Voice entram na fase ao vivo em um sistema de eliminação semanal, no qual os competidores cantam na segunda-feira e têm o resultado na terça-feira, de acordo com a transmissão norte-americana (no Brasil, os episódios inéditos são transmitidos na quarta e na quinta-feira pelo canal Sony).
Mais uma vez, houve a "salvação instantânea" (em inglês, Instant Save), na qual os usuários do Twitter salvam um dentre os dois participantes menos votados em um intervalo de cinco minutos.
Legenda:
| Ordem         | Técnico        | Competidor          | Canção                     | Resultado    |
| ------------- | -------------- | ------------------- | -------------------------- | ------------ |
| 1             | Adam Levine    | Rayshun LaMarr      | "When Love Takes Over"     | Bottom 2     |
| 2             | Kelly Clarkson | Kaleb Lee           | "Amazed"                   | Salvo        |
| 3             | Alicia Keys    | Jackie Foster       | "Toxic"                    | Salva        |
| 4             | Blake Shelton  | Spensha Baker       | "Down on My Knees"         | Salva        |
| 5             | Alicia Keys    | Christiana Danielle | "Say Something"            | Salva        |
| 6             | Kelly Clarkson | D.R. King           | "White Flag"               | Bottom 2     |
| 7             | Adam Levine    | Sharane Calister    | "In My Blood"              | Salva        |
| 8             | Blake Shelton  | Pryor Baird         | "Pickin' Wildflowers"      | Salvo        |
| 9             | Kelly Clarkson | Brynn Cartelli      | "Up to the Mountain"       | Salva        |
| 10            | Adam Levine    | Jackie Verna        | "I'm with You"             | Salva        |
| 11            | Alicia Keys    | Britton Buchanan    | "Small Town"               | Salvo        |
| 12            | Blake Shelton  | Kyla Jade           | "One Night Only"           | Salva        |
|               |                |                     |                            |              |
| Última chance |                |                     |                            |              |
| 1             | Kelly Clarkson | D.R. King           | "Papa Was a Rollin' Stone" | Eliminado    |
| 2             | Adam Levine    | Rayshun LaMarr      | "I Can't Stand the Rain"   | Instant Save |

| Ordem | Artistas                                               | Canção                    |
| ----- | ------------------------------------------------------ | ------------------------- |
| 20.1  | Kelly Clarkson e sua equipe (Brynn, D.R. King e Kaleb) | "Don't Take the Money"    |
| 20.2  | Maroon 5                                               | "Wait"                    |
| 20.3  | Elenco de Rise                                         | "Scars to Your Beautiful" |
| 20.4  | Blake Shelton e sua equipe (Kyla, Pryor e Spensha)     | "I Thank You"             |

### Episódios 21 e 22: Shows ao vivo - Top 11
| Ordem         | Técnico        | Competidor          | Canção                                      | Resultado    |
| ------------- | -------------- | ------------------- | ------------------------------------------- | ------------ |
| 1             | Blake Shelton  | Pryor Baird         | "Night Moves"                               | Salvo        |
| 2             | Adam Levine    | Sharane Calister    | "Hero"                                      | Bottom 2     |
| 3             | Kelly Clarkson | Kaleb Lee           | "T-R-O-U-B-L-E"                             | Salvo        |
| 4             | Alicia Keys    | Jackie Foster       | "Love, Reign O'er Me"                       | Salva        |
| 5             | Adam Levine    | Jackie Verna        | "Strawberry Wine"                           | Salva        |
| 6             | Blake Shelton  | Kyla Jade           | "(Sweet Sweet Baby) Since You've Been Gone" | Salva        |
| 7             | Alicia Keys    | Christiana Danielle | "Umbrella"                                  | Bottom 2     |
| 8             | Kelly Clarkson | Brynn Cartelli      | "You and I"                                 | Salva        |
| 9             | Adam Levine    | Rayshun LaMarr      | "Try a Little Tenderness"                   | Salvo        |
| 10            | Alicia Keys    | Britton Buchanan    | "Perfect"                                   | Salvo        |
| 11            | Blake Shelton  | Spensha Baker       | "Better Man"                                | Salva        |
|               |                |                     |                                             |              |
| Última chance |                |                     |                                             |              |
| 1             | Adam Levine    | Sharane Calister    | "If I Were a Boy"                           | Eliminada    |
| 2             | Alicia Keys    | Christiana Danielle | "A Thousand Years"                          | Instant Save |

| Ordem | Artistas                                                       | Canção          |
| ----- | -------------------------------------------------------------- | --------------- |
| 22.1  | Janelle Monáe                                                  | "Make Me Feel"  |
| 22.2  | Adam Levine e sua equipe (Jackie Verna, Rayshun e Sharane)     | "The Scientist" |
| 22.3  | Alicia Keys e sua equipe (Britton, Christiana e Jackie Foster) | "Gimme Shelter" |

### Episódios 23 e 24: Shows ao vivo - Top 10
| Ordem         | Técnico        | Competidor          | Canção                          | Resultado    |
| ------------- | -------------- | ------------------- | ------------------------------- | ------------ |
| 1             | Blake Shelton  | Kyla Jade           | "This Is Me"                    | Salva        |
| 2             | Kelly Clarkson | Kaleb Lee           | "Boondocks"                     | Salvo        |
| 3             | Adam Levine    | Jackie Verna        | "Love Triangle"                 | Bottom 3     |
| 4             | Adam Levine    | Rayshun LaMarr      | "Grant Green"                   | Bottom 3     |
| 5             | Blake Shelton  | Spensha Baker       | "Red"                           | Salva        |
| 6             | Alicia Keys    | Jackie Foster       | "Gravity"                       | Salva        |
| 7             | Alicia Keys    | Britton Buchanan    | "What's Love Got to Do with It" | Salvo        |
| 8             | Alicia Keys    | Christiana Danielle | "Ain't No Sunshine"             | Bottom 3     |
| 9             | Blake Shelton  | Pryor Baird         | "My Town"                       | Salvo        |
| 10            | Kelly Clarkson | Brynn Cartelli      | "Fix You"                       | Salva        |
|               |                |                     |                                 |              |
| Última chance |                |                     |                                 |              |
| 1             | Alicia Keys    | Christiana Danielle | "Unchain My Heart"              | Eliminada    |
| 2             | Adam Levine    | Jackie Verna        | "I Told You So"                 | Eliminada    |
| 3             | Adam Levine    | Rayshun LaMarr      | "Let's Get It On"               | Instant Save |

| Ordem | Artistas            | Canção                    |
| ----- | ------------------- | ------------------------- |
| 23.1  | Kelly Clarkson      | "I Don't Think About You" |
| 24.1  | Charlie Puth        | "Done for Me"             |
| 24.2  | 5 Seconds of Summer | "Youngblood"              |

### Episódios 25 e 26: Semifinal ao vivo - Top 8
| Ordem         | Técnico        | Competidor       | Canção                             | Resultado    |  |
| ------------- | -------------- | ---------------- | ---------------------------------- | ------------ |  |
| 1             | Kelly Clarkson | Brynn Cartelli   | "What the World Needs Now Is Love" | Salva        |  |
| 2             | Alicia Keys    | Jackie Foster    | "Here I Go Again"                  | Eliminada    |  |
| 3             | Adam Levine    | Rayshun LaMarr   | "Imagine"                          | Eliminado    |  |
| 4             | Blake Shelton  | Spensha Baker    | "My Church"                        | Salva        |  |
| 5             | Blake Shelton  | Kyla Jade        | "Let It Be"                        | Salva        |  |
| 6             | Kelly Clarkson | Kaleb Lee        | "It Is Well with My Soul"          | Middle 3     |  |
| 7             | Blake Shelton  | Pryor Baird      | "Change the World"                 | Middle 3     |  |
| 8             | Alicia Keys    | Britton Buchanan | "The Rising"                       | Middle 3     |  |
|               |                |                  |                                    |              |  |
| Última chance |                |                  |                                    |              |  |
| 1             | Blake Shelton  | Pryor Baird      | "Soulshine"                        | Eliminado    |  |
| 2             | Kelly Clarkson | Kaleb Lee        | "Simple Man"                       | Eliminado    |  |
| 3             | Alicia Keys    | Britton Buchanan | "Dancing on My Own"                | Instant Save |  |

| Ordem | Artistas                          | Canção                                                   |
| ----- | --------------------------------- | -------------------------------------------------------- |
| 25.1  | Kaleb Lee & Pryor Baird           | "Hillbilly Bone" / "Hillbilly Deluxe"                    |
| 25.2  | Kyla Jade & Spensha Baker         | "What's Going On" / "Rise Up"                            |
| 25.3  | Britton Buchanan & Brynn Cartelli | "FourFiveSeconds" / "You Can't Always Get What You Want" |
| 25.4  | Jackie Foster & Rayshun LaMarr    | "Believer" / "Radioactive"                               |
| 26.1  | Kane Brown                        | "Heaven"                                                 |
| 26.2  | Panic! at the Disco               | "Say Amen (Saturday Night)"                              |
| 26.3  | Blake Shelton                     | "I Lived It"                                             |

### Episódios 27 e 28: Final ao vivo - Top 4
| Técnico        | Competidor       | Ordem | Canção Solo                          | Ordem | Canção do Dueto                              | Ordem | Canção Original       | Resultado |
| -------------- | ---------------- | ----- | ------------------------------------ | ----- | -------------------------------------------- | ----- | --------------------- | --------- |
| Blake Shelton  | Kyla Jade        | 1     | "With a Little Help from My Friends" | 9     | "Only Love" (com Blake Shelton)              | 6     | "The Last Tear"       | 3º lugar  |
| Alicia Keys    | Britton Buchanan | 10    | "Good Lovin'"                        | 5     | "Wake Me Up" (com Alicia Keys)               | 2     | "Where You Come From" | 2º lugar  |
| Kelly Clarkson | Brynn Cartelli   | 12    | "Skyfall"                            | 3     | "Don't Dream It's Over" (com Kelly Clarkson) | 8     | "Walk My Way"         | Vencedora |
| Blake Shelton  | Spensha Baker    | 4     | "Merry Go 'Round"                    | 7     | "Tell Me About It" (com Blake Shelton)       | 11    | "Old Soul"            | 4º lugar  |

| Ordem | Artistas                                                                         | Canção                                |
| ----- | -------------------------------------------------------------------------------- | ------------------------------------- |
| 28.1  | Britton Buchanan (com Christiana Danielle, Jackie Foster, Mia Boostrom e WILKES) | "In the Air Tonight"                  |
| 28.2  | Dua Lipa                                                                         | "IDGAF"                               |
| 28.3  | Kane Brown & Spensha Baker                                                       | "What Ifs"                            |
| 28.4  | Alicia Keys & James Bay                                                          | "Us"                                  |
| 28.5  | Chloe Kohanski                                                                   | "Come This Far"                       |
| 27.6  | Julia Michaels & Brynn Cartelli                                                  | "Issues" / "Jump"                     |
| 28.7  | Kyla Jade (com Johnny Bliss, Rayshun LaMarr e Sharane Calister)                  | "Killer" / "Papa Was A Rolling Stone" |
| 28.8  | Florence and the Machine                                                         | "Hunger"                              |
| 28.9  | Ryan Adams & Britton Buchanan                                                    | "To Be Without You"                   |
| 28.10 | Halsey & Big Sean                                                                | "Alone"                               |
| 28.11 | Jason Aldean                                                                     | "Drowns The Whiskey"                  |
| 28.12 | Jennifer Hudson & Kyla Jade                                                      | "I Know Where I've Been"              |

## Times
Legenda
     Vencedor(a)
     Vice
     Terceiro colocado
     Quarto colocado
     Eliminado(a) nas apresentações ao vivo
     Eliminado(a) nos playoffs ao vivo
     Artista pego por outro técnico nos Knockouts (nome riscado)
     Eliminado(a) nos Knockouts
     Artista pego por outro técnico na Battle Rounds (nome riscado)
     Eliminado(a) na Battle Rounds
     Artista desistiu da competição antes das Battle Rounds
| Técnicos | Artistas         | Artistas            | Artistas       | Artistas           | Artistas |
| --- | ---------------- | ------------------- | -------------- | ------------------ | -------- |
| Adam Levine |                  |                     |                |                    |          |
| Rayshun LaMarr | Jackie Verna     | Sharane Calister    | Drew Cole      | Mia Boostrom       |          |
| Reid Umstattd | Gary Edwards     | Jackie Foster       | Jordyn Simone  | Miya Bass          |          |
| Tish Haynes Keys | Angel Bonilla    | Davison             | Genesis Diaz   | Stephanie Skipper  |          |
| Alicia Keys |                  |                     |                |                    |          |
| Britton Buchanan | Jackie Foster    | Christiana Danielle | Johnny Bliss   | Kelsea Johnson     |          |
| Terrence Cunningham | Sharane Calister | Dallas Caroline     | Miya Bass      | Jaclyn Lovey       |          |
| Jordyn Simone | Jamai            | Livia Faith         | Megan Lee      | Shana Halligan     |          |
| Kelly Clarkson |                  |                     |                |                    |          |
| Brynn Cartelli | Kaleb Lee        | D.R. King           | Alexa Cappelli | Dylan Hartigan     |          |
| Tish Haynes Keys | Jamella          | Jorge Eduardo       | Justin Kilgore | Dylan Hartigan     |          |
| Jackie Foster | Amber Sauer      | Molly Stevens       | Teana Boston   | Hannah Goebel      |          |
| Blake Shelton |                  |                     |                |                    |          |
| Kyla Jade | Spensha Baker    | Pryor Baird         | Austin Giorgio | Gary Edwards       |          |
| WILKES | Dylan Hartigan   | Jaclyn Lovey        | Jaron Strom    | Dallas Caroline    |          |
| Kaleb Lee | Bransen Ireland  | Brett Hunter        | JessLee        | Jordan Kirkdorffer |          |
| Participantes em itálico iniciaram a disputa em um time, mas foram pegos por outro técnico na fase das batalhas ou knockouts. |                  |                     |                |                    |          |